# Efoulan (Nguelemendouka)
Pour les articles homonymes, voir Efoulan (homonymie).
Efoulan est un village du Cameroun situé dans le département du Haut-Nyong et la région de l'Est.
Il fait partie de la commune de Nguelemendouka.

## Population
Lors du recensement de 2005, Efoulan comptais 213 habitants.
Selon le Plan Communal de Développement de Nguelemendouka (2012), la population locale était de 390 personnes.